# Jun Matsumoto
Jun Matsumoto  (松本 潤, Matsumoto Jun), né le 30 août 1983 à Toshima, Tokyo au Japon est un acteur, tarento et animateur radio. Matsumoto est apparu dans de nombreux dramas et a remporté de nombreux prix en tant qu'acteur. Il est connu pour être apparu dans Kimi wa Petto, Tokyo Tower, Shitsuren Chocolatier, Hana Yori Dango, 99.9 Criminal Lawyer.

## Biographie
Il entre à la Johnny's Entertainment en 1996 alors qu'il a 13 ans mais contrairement aux autres, il ne passe pas d'audition. En effet, il a été repéré par le président Johnny Kitagawa qui le fait rentrer dans l'agence, ce qui lui vaut d'être considéré comme « l'élite ». Ils sont trois à ne pas avoir passé d'audition, les deux autres sont Masahiro Nakai de SMAP et Higashiyama Noriyuki.
Au début de sa carrière en tant que membre des Johnny's jrs (juniors), il dansait avec les futurs membres du groupe Arashi Aiba Masaki, Kazunari Ninomiya, Ohno Satoshi, et Sakurai Sho derrière les Johnny's qui avaient débuté ou qui étaient plus vieux.
En 1997, Matsumoto a joué dans sa première pièce de théâtre, Stand by Me avec les futurs membres du groupe Masaki Aiba et Kazunari Ninomiya. Il est réapparu sur les planches que sept ans plus tard préférant se concentrer sur les dramas et les films. Il a d’ailleurs reçu un certain nombre de récompenses et de nominations pour ses rôles.
En septembre 1999, lors d'une croisière, organisée par la Johnny's Entertainment ayant pour destination Hawaï, a été décidé les débuts du groupe Arashi. Le groupe a été très bien accueilli par les fans, ses membres étaient plus ou moins populaires mais Jun était déjà connu pour ses rôles dans différents dramas.
Matsumoto est diplômé de Horikoshi Gakuen, une école de renom connu pour ses nombreux arts de la scène Alumnae comme Kyoko Fukada et Ai Kato, en mars 2002 à l'âge de 18 ans

## Carrière d'acteur
Il a reçu le prix du Meilleur second rôle en 2002 pour son interprétation dans le drama Gokusen (adaptation télévisuelle) dans le rôle de Sawada Shin. En juin 2006, il reçoit pour la seconde fois la même récompense lors de la 47e Television Drama Academy Awards 2005 à Taïwan. Il gagna le prix du meilleur Second Rôle avec le rôle de Domyoji Tsukasa dans l'adaptation télévisuelle du manga de Kamio Yoko, Hana Yori Dango. Ce manga va être une nouvelle fois adapté au cinéma en 2008, Jun jouant le rôle de Domyoji Tsukasa pour la troisième fois, ce qui conclura la série.
Matsumoto est apparu dans l'épisode spécial du 15e anniversaire de Yonimo Kimyouna Monogatari qui a été diffusé le 28 mars 2006. Il joue le rôle d'un étudiant faisant la connaissance d'un homme mystérieux, vêtu d'une cape qui apparaît soudainement dans son appartement. 
Durant l'année 2007, Matsumoto a joué dans le drama Bambino!, adaptation du manga de Sekiya Tetsuji. Il gagna grâce à ce drama le prix du meilleur acteur dans le rôle de Ban Shogo, un étudiant voulant aller à Tōkyō pour devenir le meilleur Chef en cuisine Italienne. 
Matsumoto Jun a joué récemment dans le film sujet à controverse Boku wa imouto ni koi o suru relatant l'histoire de l'amour tabou entre un frère et sa sœur jumelle. 
Sur le grand écran il est aussi apparu en 2007 dans le film Kiiroi namida (Larmes jaunes) avec les autres membres de son groupe Arashi. Le film se déroule dans les années soixante, selon certaines rumeurs, Aiba interpréterai le rôle d'un chanteur, Ohno un peintre, Nino en jeune homme voulant devenir mangaka, Sho un écrivain. Pour sa part, Jun devrait interpréter le rôle d'un jeune homme originaire d'Iwate venant à Tokyo pour de travail.
Outre le fait d'être acteur, chanteur, et danseur, Matsumoto est aussi présentateur de différentes émissions télévisées allant de la variété jusqu'aux programmes caritatifs en passant par les émissions musicales. Il coprésentait le Utawara Hot Hit 10 avec Matsuura Aya. Il anime également sa propre émission de radio, JunStyle.
En 2006, il a joué dans la pièce de Théâtre Hyakuya no Jokishi ou Valkyrie avec Suzuki Anne, sa partenaire dans le drama Kindaichi Shounen no Jikembo 3.
En 2008, il sera à l'affiche de Kakushi Toride no San Akunin avec Hiroshi Abe et Nagasawa Masami un remake du film d'Akira Kurosawa Kakushi Toride no San Akunin : The Hidden Fortress. Il commencera alors un nouveau drama Shitsuren Chocolatier, adaptation du manga Heartbroken Chocolatier, le 13 janvier 2014, série finie en 11 épisodes, contenant une des nouvelles musiques d'Arashi, Bittersweet.
En 2016, on le retrouve dans le rôle de Hiroto Miyama, un jeune avocat à la recherche des preuves de l'unique vérité qui pourra sauver ses clients. 99.9 Keiji Senmon Bengoshi est une série de 10 épisodes qui est renouvelé pour une seconde saison sortie en 2018.

## Carrière musicale
En 2004, pour fêter les cinq ans du groupe, Jun a écrit une chanson, La Familia, et l'a chanté lors de la tournée Iza Now!.
En juin 2006, Jun est devenu l'un des membres du groupe non officiel No Border, incluant d'autres membre de la Johnny's Jimusho comme 'Yamashita Tomohisa de NewS, Shingo Murakami de Kanjani8, Satou Atsuhiro, Ikuta Toma des Johnny's Junior's, Domoto Koichi de Kinki Kids, Yamaguchi Tatsuya de TOKIO et Takizawa Hideaki de Tackey & Tsubasa. Le groupe a été formé quand huit membres de différents groupes de la JE se sont rencontrés lors d'un diner. Chaque membre a une couleur spécifique : blanc, noir, rouge, rose, violet, or, bleu et gris. Cependant on ne sait pas à qui appartient quelle couleur.

## Filmographie

### Dramas
| Dramas | Dramas                                              | Dramas                | Dramas                                       |
| Année  | Titre                                               | Rôle                  | Notes                                        |
| ------ | --------------------------------------------------- | --------------------- | -------------------------------------------- |
| 1997   | Bokura no Yūki: Miman Toshi                         | Mori                  |                                              |
| 1998   | Hitsuyō no Nai Hito                                 | Takuji Ohno           |                                              |
| 1999   | Kowai Nichiyōbi: Furugiya (Scary Sunday)            | S                     | Participation spéciale                       |
| 2001   | Kindaichi Shonen no Jikembo 3                       | Hajime Kindaichi      | Rôle principal                               |
| 2002   | Gokusen                                             |                       | Rôle principal, classe 3D principale         |
| 2003   | Gokusen SP                                          | Shin Sawada           | Rôle principal, classe 3D principale         |
| 2003   | Yoiko no Mikata (Pre-School Guy)                    | Shin Sawada           | Épisode 9 participation spéciale             |
| 2003   | Kimi wa Petto (You're my Pet)                       | Momo/Takeshi Goda     | Rôle principal                               |
| 2005   | Hana Yori Dango                                     | Tsukasa Dōmyōji       | Rôle principal                               |
| 2005   | Propose: Story One                                  |                       | Première histoire mini drama                 |
| 2006   | Yonimo Kimyona Monogatari: Histoire 5 — Imakiyo-san | Takada Kazuo          | Rôle principal, première histoire mini drama |
| 2007   | Hana Yori Dango 2                                   | Tsukasa Dōmyōji       | Rôle principal                               |
| 2007   | Bambino!                                            | Shogo Ban             | Rôle principal                               |
| 2008   | Myu no Anyo Papa ni Ageru                           | Hayato Yamaguchi      | Rôle principal                               |
| 2009   | Smile                                               | Vito Hayakawa         | Rôle principal                               |
| 2010   | Kaibutsu-kun                                        | Kaibutsu-kun's butler | Épisode 9 participation spéciale             |
| 2010   | Natsu no Koi wa Nijiiro ni Kagayaku                 | Taiga Kusunoki        | Rôle principal                               |
| 2010   | Saigo no Yakusoku                                   | Nozomu Gotō           | Rôle principal avec les membres d'Arashi     |
| 2010   | Wagaya no Rekishi                                   | Yoshio Yame           | 3ièm partie spécial télévision               |
| 2012   | Mou Yuukai Nante Shinai                             | Tokita Shuntaro       |                                              |
| 2012   | Lucky Seven                                         | Shuntaro Tokita       | Rôle principal                               |
| 2013   | Lucky Seven SP                                      | Shuntaro Tokita       | Rôle principal                               |
| 2013   | Hajimari no Uta SP                                  | Wataru                | Rôle principal                               |
| 2014   | Shitsuren Chocolatier                               | Sōta Koyurugi         | Rôle principal                               |
| 2016   | 99.9 Keiji Senmon Bengoshi                          | Hiroto Miyama         | Rôle principal                               |
| 2017   | Bokura no Yūki: Miman Toshi SP                      | Mori (Mori Eguchi)    | Rôle secondaire                              |
| 2018   | 99.9%-Keiji Senmon Bengoshi — Saison 2              | Hiroto Miyama         | Rôle principal                               |
| 2018   | Hana Nochi Hare~Hanadan Next Season~                | Tsukasa Dōmyōji       | Épisode 1 participation spéciale             |

### Films
| Films | Films                                              | Films                | Films                                    |
| Année | Titre                                              | Rôle                 | Notes                                    |
| ----- | -------------------------------------------------- | -------------------- | ---------------------------------------- |
| 1998  | Shinjuku Shounen Tanteidan                         | Kentaro Kanzaki      |                                          |
| 2002  | Pikanchi Life is Hard Dakedo Happy                 | Rentarō Futaba (Bon) |                                          |
| 2004  | Pikanchi Life Is Hard Dakara Happy                 | Rentarō Futaba (Bon) |                                          |
| 2005  | Tokyo Tower                                        | Koji                 |                                          |
| 2006  | Yonimo Kimyouna Monogatari                         |                      |                                          |
| 2007  | Boku wa imouto ni koi wo suru (My Sister, My Love) | Yori Yuki            | Rôle principal                           |
| 2007  | Kiiroi Namida (Yellow Tears)                       | Yūji Katsumada       | Rôle principal avec les membres d'Arashi |
| 2008  | Kakushi Toride no San Akunin (The Last Princess)   | Takezo               | Rôle principal                           |
| 2008  | Hana Yori Dango Final                              | Domyoji Tsukasa      | Rôle principal                           |
| 2013  | Hidamari no Kanojo (Girl In The Sunny Place)       | Okuda Kosuke         | Rôle principal                           |
| 2014  | Pikanchi Life is Hard Tabun Happy                  | Rentarō Futaba (Bon) | Rôle principal avec les membres d'Arashi |
| 2017  | Narratage                                          | Takashi Hayama       | Rôle principal                           |

### Pièces de théâtre
| Année | Titre                          | Rôle          | Notes          |
| ----- | ------------------------------ | ------------- | -------------- |
| 1997  | Stand By Me                    | Teddy         |                |
| 2004  | West Side Story                | Bernardo      |                |
| 2005  | East of Eden                   | Carl Trask    | Rôle principal |
| 2006  | Byakuya no Onna Kishi Valkyrie | Sasuke Kūhibi | Rôle principal |
| 2011  | Aa, Kōya                       |               | Rôle principal |

### Émissions de télévision
- Vanilla Kibun / VS Arashi
- Himitsu no Arashi-chan
- Vanilla Kibun / Golden Rush Arashi
- Arashi no Shukudai-kun
- Vanilla Kibun / Mago Mago Arashi
- Arashi Minna no Terebi / Utawara Hot Hit 10
- G no Arashi
- D no Arashi
- C no Arashi
- Arashi no Waza-ari
- Mayonaka no Arashi
- Nama Arashi
- VS Arashi

## Discographie
- 2001:
  - Arashi No.1 Ichigou: Arashi wa Arashi o Yobu! (sortie 24 janvier); Label: Pony Canyon ; Format: CD
- 2002:
  - Arashi Single Collection 1999-2001
  - Here We Go! (sorties: 17 juillet); Label: J Tempête; Format: CD
- 2003:
  - How's It Going (sortie: 9 juillet); Label: J Tempête; Format: CD
- 2004:
  - Arashi 5x5 : The Best Selection of 2002-2004 (sortie novembre 2004)
  - Iza, Now! (sortie 21 juillet); Label: J Tempête; Format: CD
- 2005:
  - One (sortie 3 août); Label: J Tempête; Format: CD, CD + DVD
- 2006:
  - Arashic (sortie 5 juillet);Label: J Tempête; Format: CD
- 2007:
  - Time (sortie 11 juillet); Label: J Tempête; Format: CD
- 2008:
  - Dream "A" Live (sortie 23 avril); Label: J Tempête; Format: CD
- 2010:
  - Boku no Miteiru Fukei (sortie 4 août); Label: J Tempête; Format: CD
- 2011:
  - Beautiful World[7](sortie 6 juillet);Label: J Tempête; Format: CD
- 2012:
  - Popcorn (sortie 31 octobre); Label: J Tempête; Format: CD

## Publicité (CM)
- 2007:
  - Katekin
- 2008:
  - Au Box Noël
  - AU Joe Icho Kuzen
  - Pepsinex

Sawayaka Toiki Super Katekin Mints 
- 2009:
  - KFC
- 2010:
  - AU Room
  - Kirin Green Heart
  - Au Book Cellphone
- 2011
  - Fasio Mascara CM[8]
- 2012:
  - GOO.N
  - CRISPY’S Meiji

## Récompenses
| Year | Récompense                                      | Catégorie                  | travail nommé                       | Résultat |
| ---- | ----------------------------------------------- | -------------------------- | ----------------------------------- | -------- |
| 2002 | 33e Télévision Drama Academy Awards             | meilleur second rôle       | Gokusen                             | gagné    |
| 2005 | 47e Télévision Drama Academy Awards             | Meilleur acteur de soutien | Hana Yori Dango                     | gagné    |
| 2007 | 10e Sport Drama Grand Prix Nikkan               | Meilleur acteur de soutien | Hana Yori Dango 2                   | gagné    |
| 2007 | 53e Télévision Drama Academy Awards             | Meilleur Acteur            | Bambino!                            | gagné    |
| 2007 | 11th Nikkan Sports Drama Grand Prix (printemps) | Meilleur Acteur            | Bambino!                            | nommé    |
| 2008 | GQ Japan Men of the Year 2008 Awards            | GQ Man Of The Year 2008    | Hana Yori Dango series              | gagné    |
| 2009 | 13 Nikkan Sport Drama Grand Prix                | Meilleur acteur            | smile                               | gagné    |
| 2009 | 61st Television Drama Academy Awards            | Meilleur acteur            | smile                               | nommé    |
| 2010 | 14 Sport Drama Grand Prix Nikkan                | Meilleur acteur            | Koi wa Natsu no Nijiiro ni Kagayaku |          |
| 2012 | 72e Télévision Drama Academy Awards             | Meilleur Acteur            | Lucky Seven                         |          |

- (2007) Dans le magazine japonais AnAn, Matsumoto a été élu « cinquième Japonais préféré ».
- (Mai 2006) Matsumoto a été le 1er homme célèbre japonais à faire la couverture du magazine Marie Claire Japon.